# Coll dels Grecs
El Coll dels Grecs és una collada dels contraforts nord-orientals del Massís del Canigó, a 557,9 metres d'altitud, en el terme comunal d'Estoer, de la comarca del Conflent, a la Catalunya del Nord. Està situat a prop de l'extrem nord-oest del terme d'Estoer, al nord del Bac dels Grecs, en el camí d'Espirà de Conflent a Villerac. És al sud-oest del Puig de Martines.